# Punta Gorda (Montevideo)

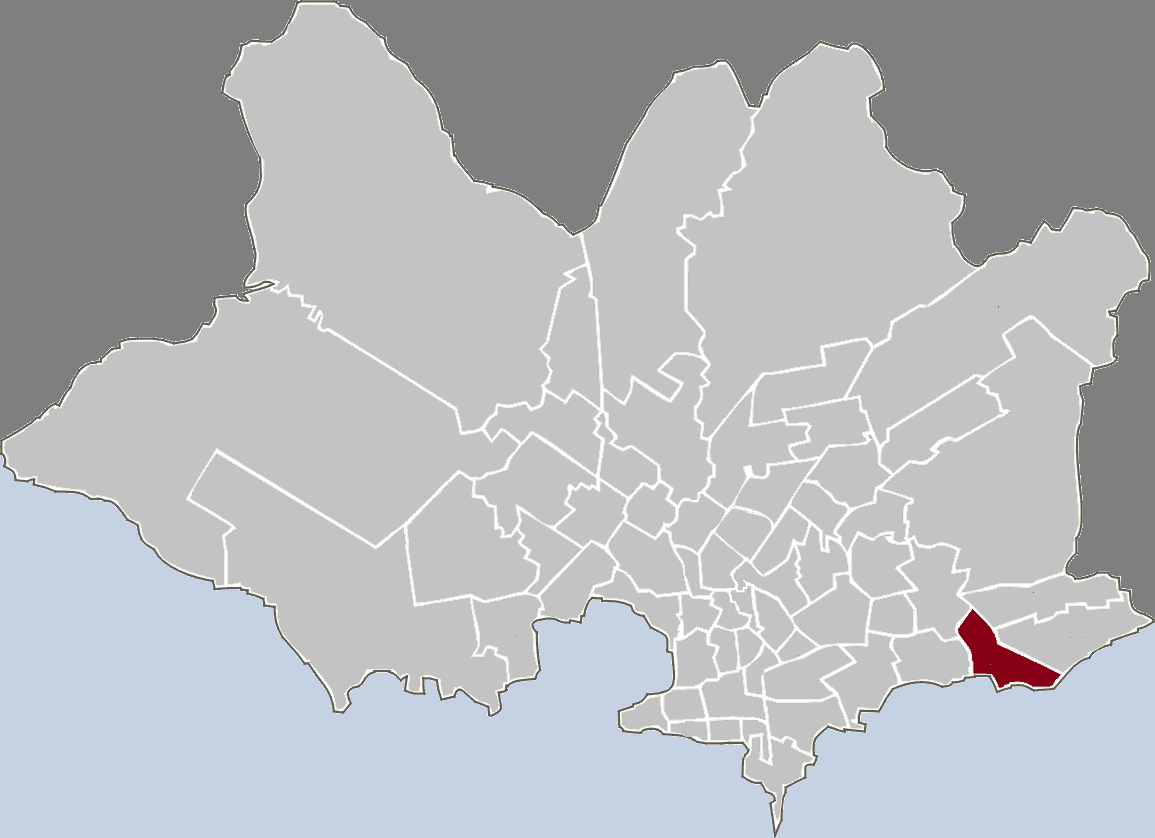
Lage von Punta Gorda in Montevideo

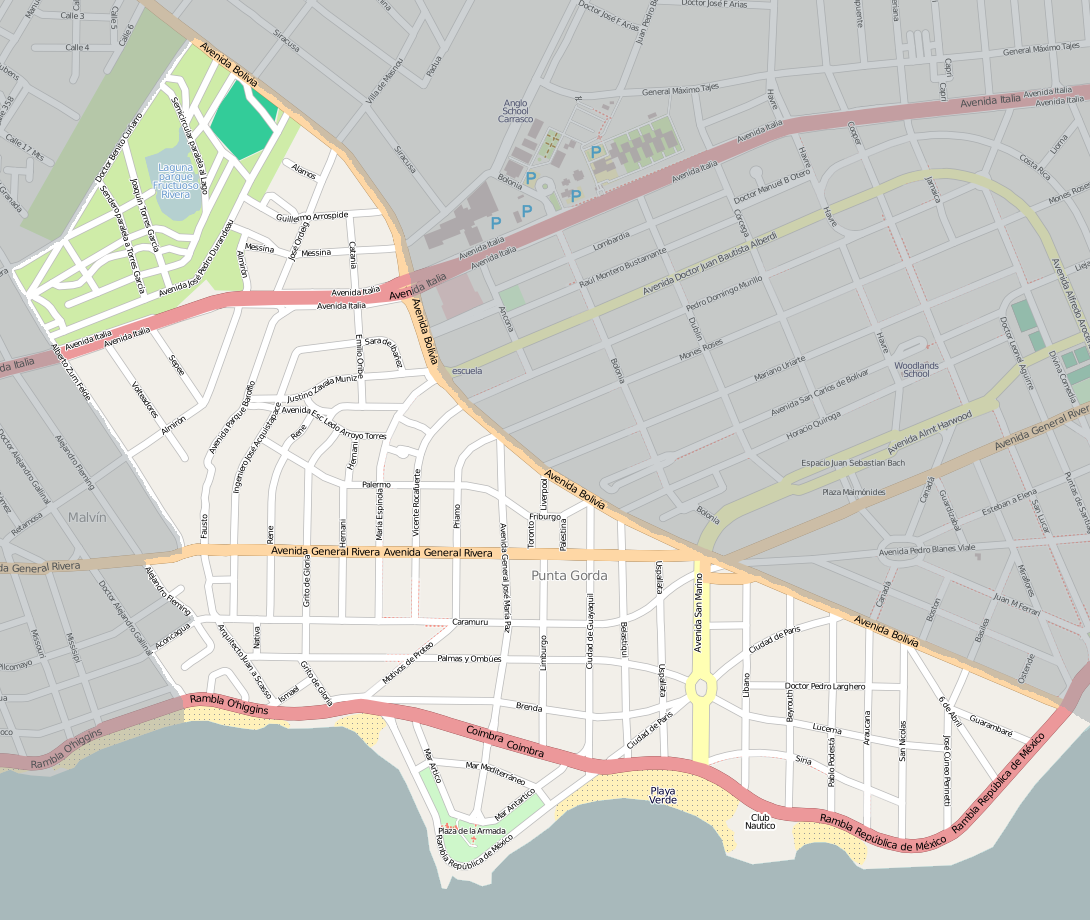
Straßenplan von Punta Gorda

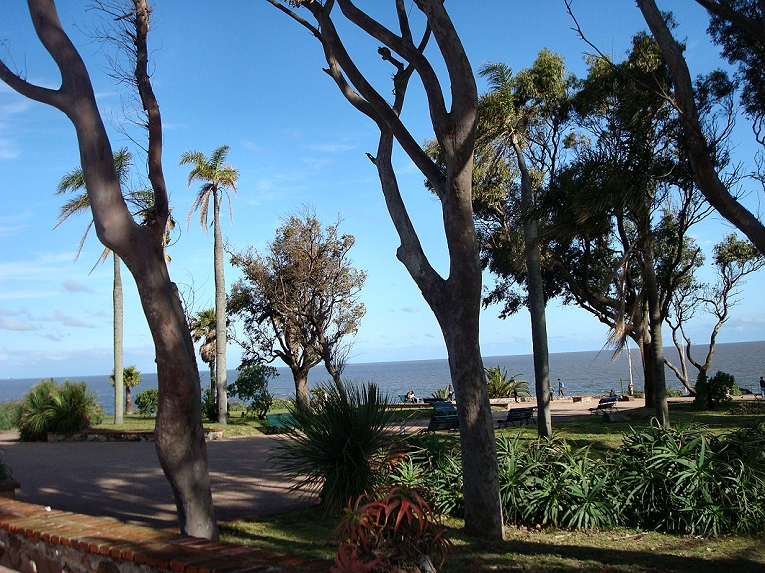
Plaza de la Armada

Punta Gorda ist ein Stadtviertel (barrio) der uruguayischen Hauptstadt Montevideo.

## Lage
Punta Gorda liegt im südöstlichen Teil des Departamentos Montevideo an der Küste des Río de la Plata. Es befindet sich wenige Kilometer östlich des Stadtzentrums zwischen den Stadtteilen Malvín (Westen) und Carrasco (Osten). Während zum erstgenannten überwiegend die Calle Alberto Zum Felde die Trennlinie bildet, grenzt die Avenida Bolivia Punta Gorda nach Osten von Carrasco und Carrasco Norte ab. Carrasco Norte schließt ebenso wie Las Canteras im Norden an das Barrio an. Das Gebiet von Punta Gorda ist dem Municipio E zugeordnet.

## Einwohner
Derzeit sind hier 14.519 Einwohner zu verzeichnen.(Stand: 2005)

## Beschreibung und Infrastruktur
Das Viertel dient als Wohngebiet. In Punta Gorda befinden sich etwa die unter Denkmalschutz stehenden Plaza de la Armada (Plaza Virgilio) und Casa Andrada Torres. Zudem ist der Parque Eugenio Baroffio und die Strände Playa de los Ingleses, Playa Verde und Playa Carlos Gardel dort gelegen.

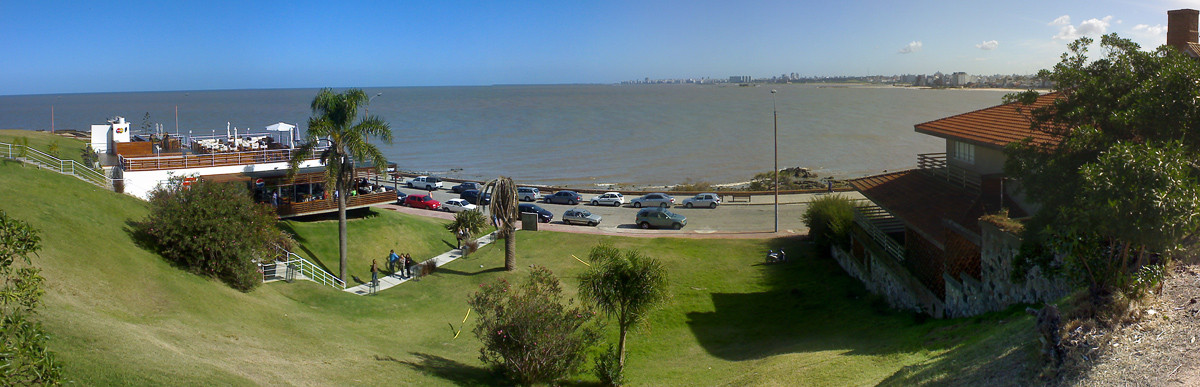
Punta Gorda, Montevideo